# Le Paysan du Danube (La Fontaine)
Le Paysan du Danube est la 7e fable du livre XI de Jean de La Fontaine situé dans le second recueil des Fables de La Fontaine, édité pour la première fois en 1678. Celle ci a fait l'objet de nombreuses critiques et se démarque des autres Fables. On y entend une critique de l'impérialisme qui a souvent été vue comme une dénonciation déguisée des abus de la monarchie au temps de Louis XIV.

## Texte de la fable

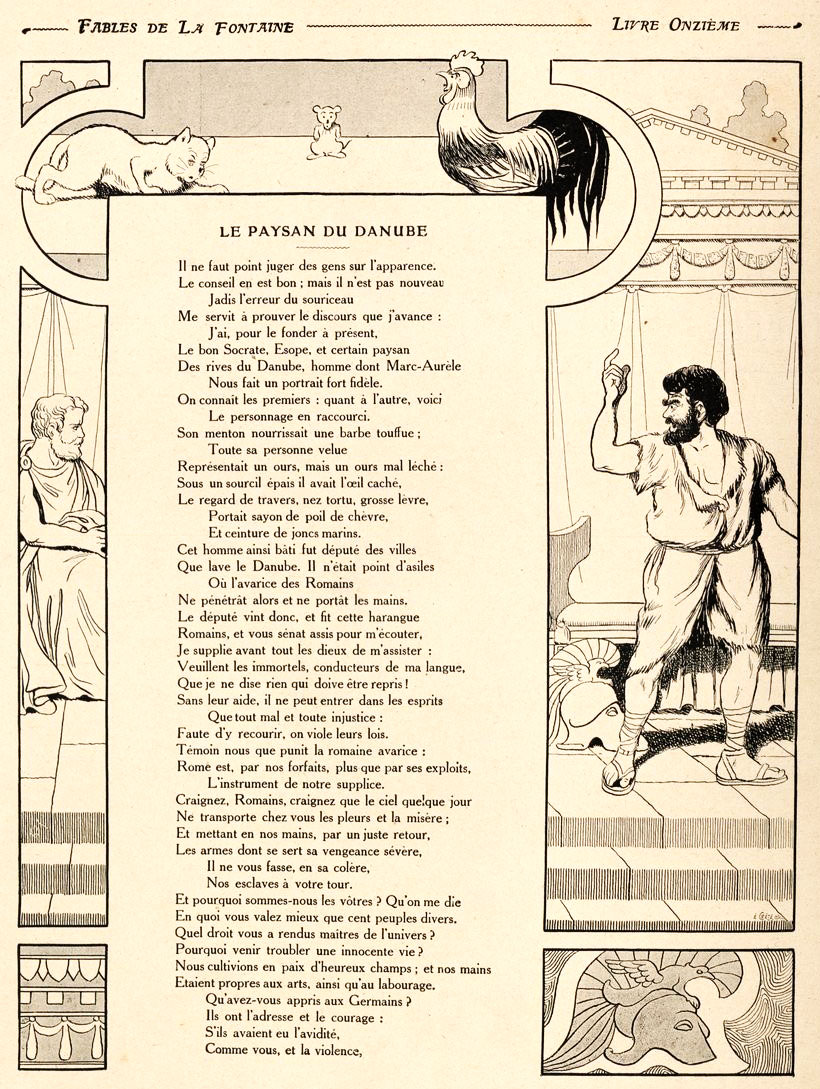
Illustration de Benjamin Rabier

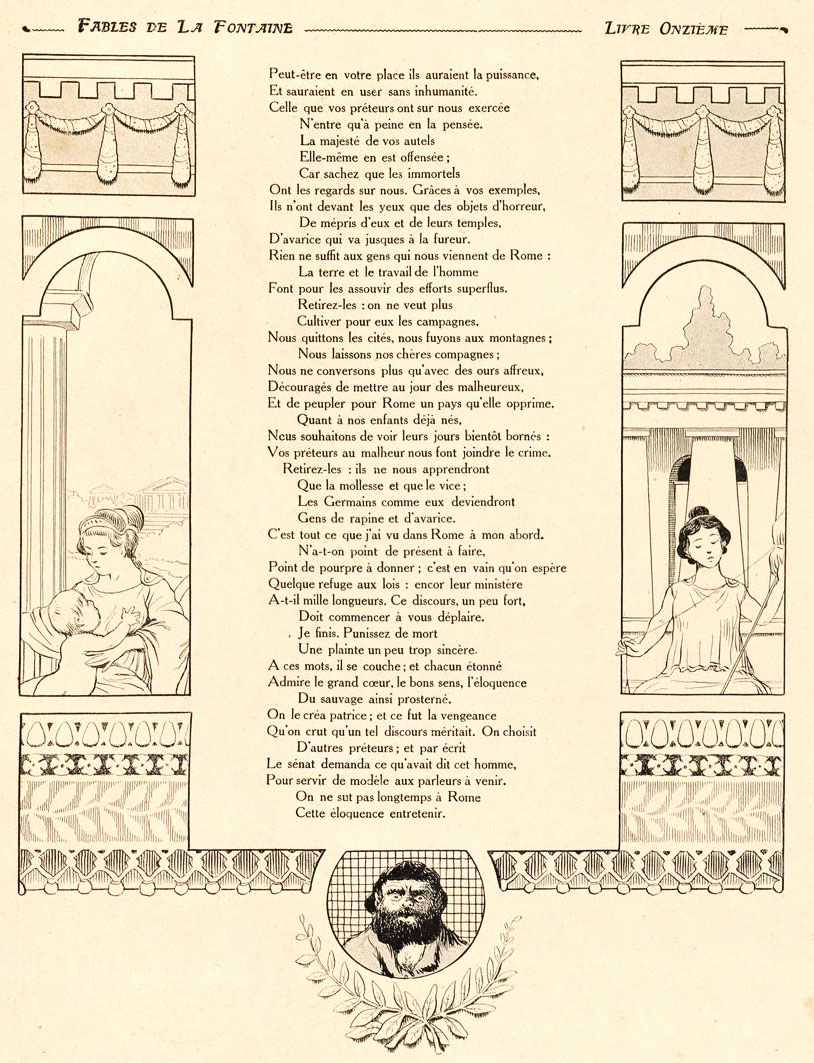
Illustration de Benjamin Rabier

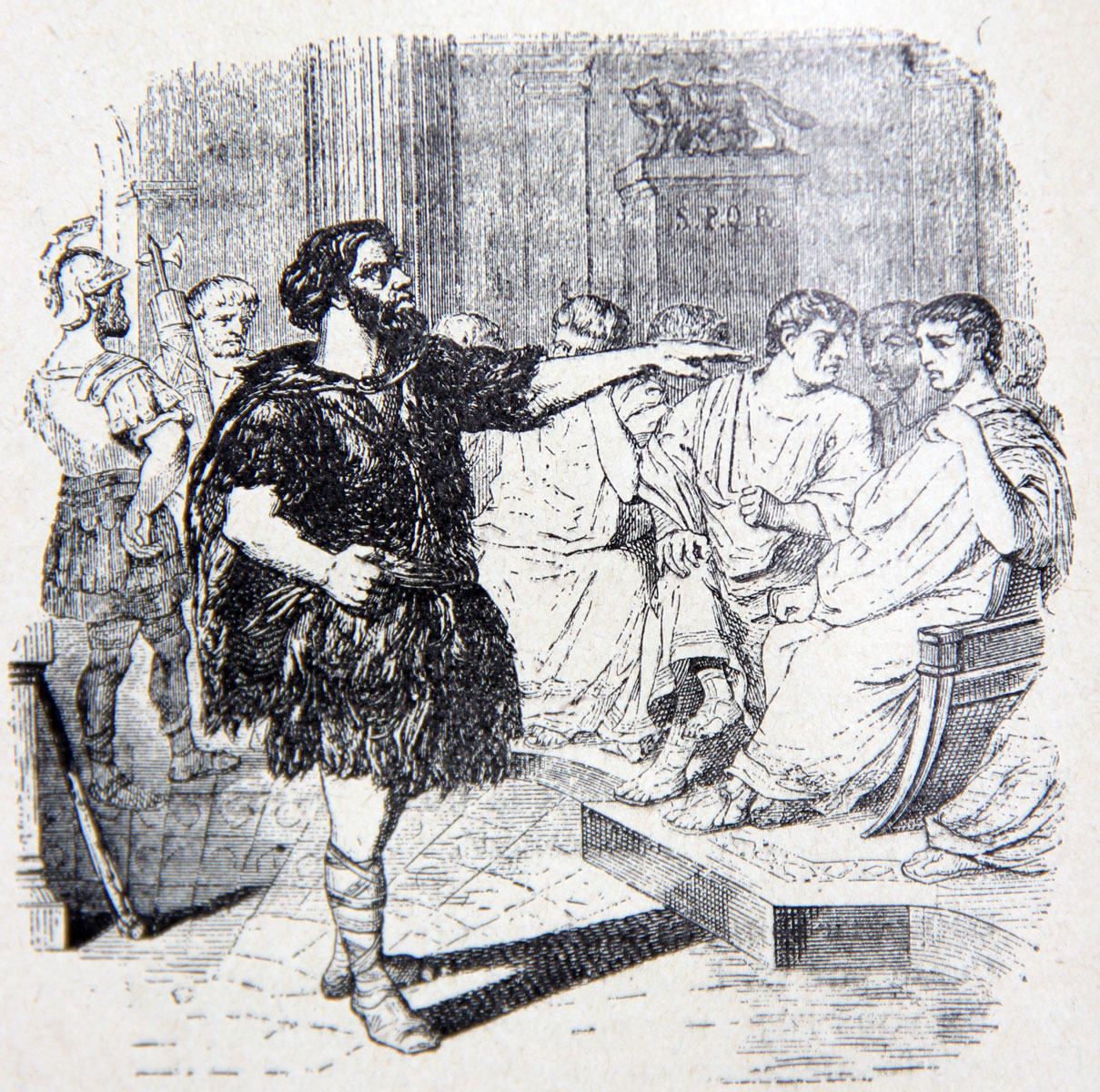
Illustration de Grandville

Il ne faut point juger des gens sur l’apparence.

Le conseil en est bon ; mais il n’est pas nouveau :

Jadis l’erreur du Souriceau

Me servit à prouver le discours que j’avance.

J’ai pour le fonder à présent

Le bon Socrate, Ésope, et certain Paysan

Des rives du Danube, homme dont Marc Aurèle

Nous fait un portrait fort fidèle.

On connaît les premiers ; quant à l’autre, voici

Le personnage en raccourci.

Son menton nourrissait une barbe touffue,

Toute sa personne velue

Représentait un Ours, mais un Ours mal léché.

Sous un sourcil épais il avait l’œil caché,

Le regard de travers, nez tortu, grosse lèvre,

Portait sayon de poil de chèvre,

Et ceinture de joncs marins.

Cet homme ainsi bâti fut député des Villes

Que lave le Danube : il n’était point d’asiles,

Où l’avarice des Romains

Ne pénétrât alors, et ne portât les mains.

Le député vint donc, et fit cette harangue,

Romains, et vous Sénat assis pour m’écouter,

Je supplie avant tout les Dieux de m’assister :

Veuillent les immortels conducteurs de ma langue

Que je ne dise rien qui doive être repris.

Sans leur aide il ne peut entrer dans les esprits,

Que tout mal et toute injustice :

Faute d’y recourir on viole leurs lois.

Témoin nous que punit la romaine avarice :

Rome est par nos forfaits, plus que par ses exploits,

L’instrument de notre supplice.

Craignez Romains, craignez, que le Ciel quelque jour

Ne transporte chez vous les pleurs et la misère,

Et mettant en nos mains par un juste retour

Les armes dont se sert sa vengeance sévère,

Il ne vous fasse en sa colère

Nos esclaves à votre tour.

Et pourquoi sommes nous les vôtres ? Qu’on me die

En quoi vous valez mieux que cent peuples divers ?

Quel droit vous a rendus maîtres de l’Univers ?

Pourquoi venir troubler une innocente vie ?

Nous cultivions en paix d’heureux champs, et nos mains

Étaient propres aux arts, ainsi qu’au labourage :

Qu’avez-vous appris aux Germains ?

Ils ont l’adresse et le courage :

S’ils avaient eu l’avidité,

Comme vous, et la violence,

Peut-être en votre place ils auraient la puissance,

Et sauraient en user sans inhumanité.

Celle que vos Préteurs ont sur nous exercée

N’entre qu’à peine en la pensée.

La majesté de vos Autels

Elle-même en est offensée :

Car sachez que les immortels

Ont les regards sur nous. Grâces à vos exemples ;

Ils n’ont devant les yeux que des objets d’horreur,

De mépris d’eux, et de leurs temples,

D’avarice qui va jusques à la fureur.

Rien ne suffit aux gens qui nous viennent de Rome ;

La terre, et le travail de l’homme

Font pour les assouvir des efforts superflus.

Retirez les ; on ne veut plus

Cultiver pour eux les campagnes ;

Nous quittons les Cités, nous fuyons aux montagnes

Nous laissons nos chères compagnes.

Nous ne conversons plus qu’avec des Ours affreux,

Découragés de mettre au jour des malheureux ;

Et de peupler pour Rome un pays qu’elle opprime.

Quant à nos enfants déjà nés

Nous souhaitons de voir leurs jours bientôt bornés :

Vos Préteurs au malheur nous font joindre le crime.

Retirez-les, ils ne nous apprendront

Que la mollesse, et que le vice.

Les Germains comme eux deviendront

Gens de rapine et d’avarice.

C’est tout ce que j’ai vu dans Rome à mon abord :

N’a-t-on point de présent à faire ?

Point de pourpre à donner ? c’est en vain qu’on espère

Quelque refuge aux lois : encor leur ministère

A-t-il mille longueurs. Ce discours, un peu fort

Doit commencer à vous déplaire.

Je finis. Punissez de mort

Une plainte un peu trop sincère.

À ces mots il se couche et chacun étonné

Admire le grand cœur, le bon sens, l’éloquence

Du sauvage ainsi prosterné.

On le créa Patrice ; et ce fut la vengeance,

Qu’on crut qu’un tel discours méritait. On choisit

D’autres Préteurs, et par écrit

Le Senat demanda ce qu’avait dit cet homme,

Pour servir de modèle aux parleurs à venir.

On ne sut pas longtemps à Rome

Cette éloquence entretenir.
— Jean de La Fontaine, Fables de La Fontaine, Le Paysan du Danube (La Fontaine), texte établi par Jean-Pierre Collinet, Fables, contes et nouvelles, Gallimard, « Bibliothèque de la Pléiade », 1991, p. 438